# 은서율
은서율(본명: 김서율, 1990년 7월 28일 ~ )은 대한민국의 배우이다.

## 출연작

### 드라마
- 〈[[사사건건세포분열 (드라마)|]〉 (Dramax, 2021년)
- 〈블랙독〉 (TVN, 2019년) - 정다현 역
- 《사이코메트리 그녀석》 (TVN, 2019년) - 이서아 역
- 《미워도 사랑해》 (KBS1, 2017년) - 민양아 역
- 《고백부부》 (KBS2, 2017년)
- 《불어라 미풍아》 (MBC, 2016년) - 안영주 역
- 《가화만사성》 (MBC, 2016년) - 도라희 역
- 《여왕의 꽃》 (MBC, 2015년)